# خلايا دائمة
الخلايا الدائمة هي خلايا غير قادرة على التكاثر. هذا يتضمن خلايا الدماغ، الاعصاب، خلايا القلب، خلايا العضلات الهيكلية، وكرات الدم الحمراء..

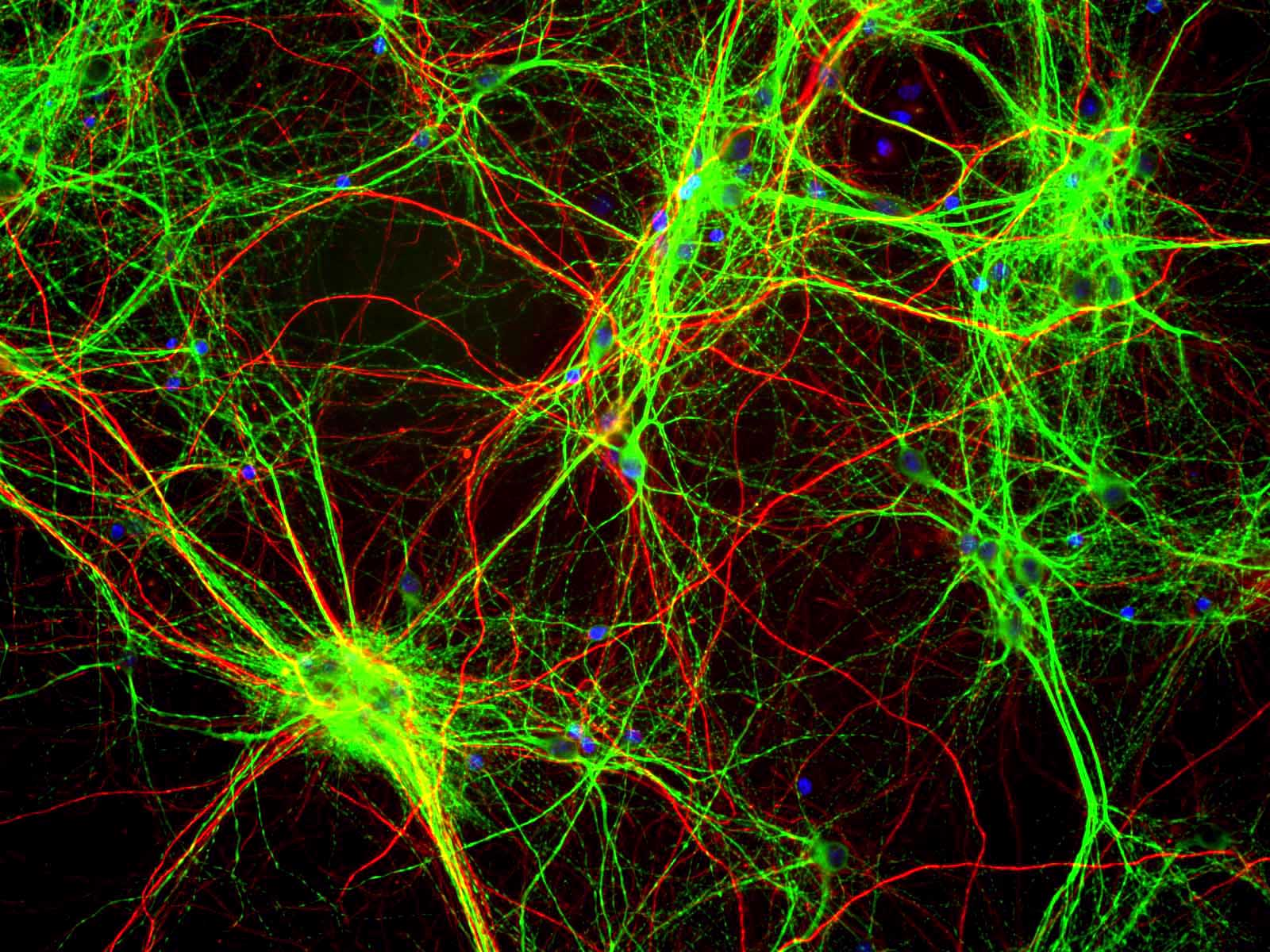
خلايا دماغية لفأر